# 1900年日本

## 大事记
- 成立舊城公學校（今左營舊城國小）。

### 1月
- 1月13日——日本普选运动遍及全国，松本的普选同盟会以一千人连署陈情书向众议院提出实施普选的要求。

### 2月
- 2月17日——日本“万朝报”批评治安警察法案，剥夺人民的集会结社自由，抑制劳工及农民的请愿运动。

### 3月
- 3月10日——日本公布治安警察法，以压制日渐频繁的劳工运动。

### 11月
- 11月29日——隨著縱貫線「打狗—臺南」段通車，高雄港車站、左營車站設站啟用。

## 出生
- 2月11日——戶田城聖，創價學會第二任會長(1958年逝世)
- 4月26日——杉原千畝，日本外交官（1986年逝世）
- 4月28日——蔡旨禪，臺灣日治時期澎湖女性漢文詩人（1958年逝世）
- 6月28日——吳濁流，台灣作家（1976年逝世）

## 逝世
- 不詳——黃阿祿嫂，台灣清治時期女性企業家